# Bernardo Silva
Bernardo Mota Veiga de Carvalho e Silva, född 10 augusti 1994 i Lissabon, är en portugisisk fotbollsspelare som spelar för Manchester City och Portugals fotbollslandslag.